# Dème de Kándanos-Sélino
Le dème de Kándanos-Sélino (grec moderne : Δήμος Καντάνου-Σελίνου) est un dème de la périphérie de la Crète en Grèce. Le dème actuel est issu de la fusion en 2011 entre les dèmes de Kándanos, Pelekános et Sélino oriental.

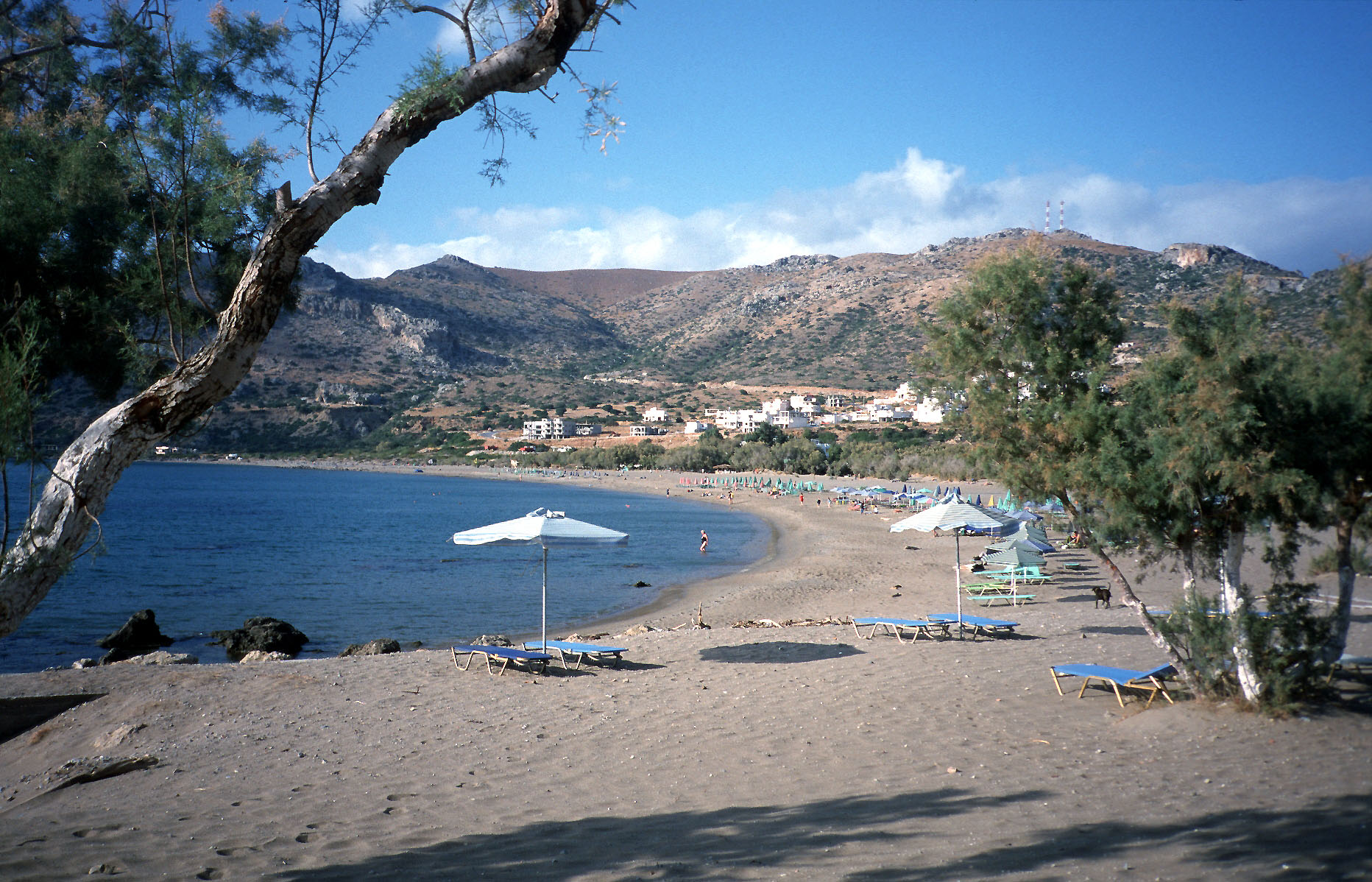
Paleóchora - plage